# カール・リンドストレーム

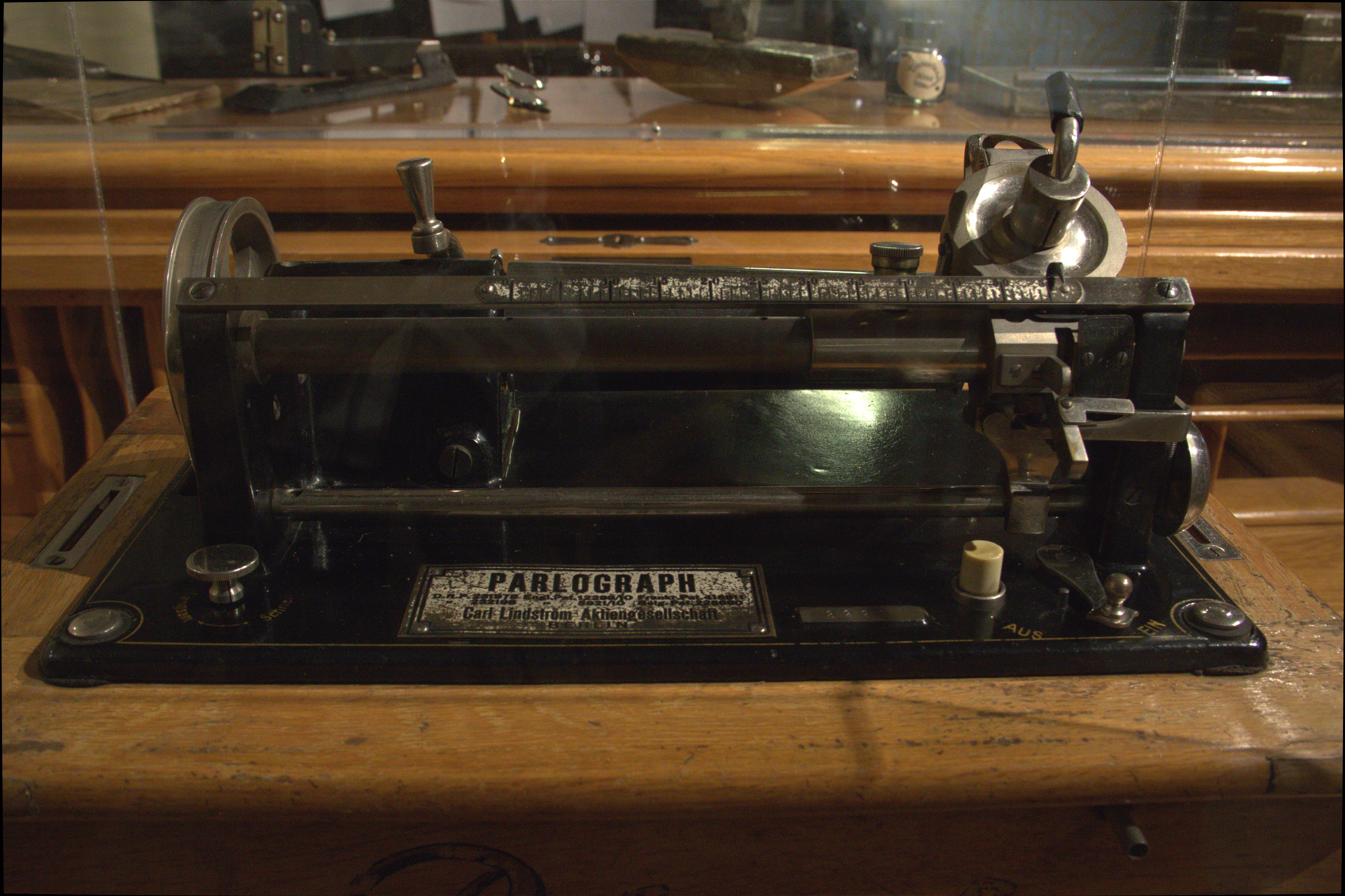
Parlograph, Carl Lindström AG, Berlin, 1910s

カール・リンドストレームA.G.（Carl Lindström A.G.）は、かつてドイツにあったレコード会社。

## 沿革
1893年、カール・リンドストレームがドイツ・ベルリンに設立した。
1896年に、レコードレーベル「パーロフォン」を設立し、1911年にはオデオンレコード､フォノティピアレコードを買収した。
1926年には、英コロムビア（英EMI）に買収された。
1931年には、親会社の英コロムビアが英グラモフォンと合併し、英EMIとなったため、英グラモフォンの子会社「エレクトローラ」と合併し、「リンドストレーム・エレクトローラ」となった。